# 升泰
升泰（1832年—1891年），字竹珊，卓特氏，蒙古正黃旗人。清朝官員，曾任駐藏大臣。

## 生平
升泰是大學士富俊之孫，捐纳为户部员外郎，出任山西汾州府知府，有政绩，累官至浙江按察使、云南布政使。光绪七年（1881年）任伊犁参赞大臣，光绪八年（1882年）以内阁学士署乌鲁木齐都统，与俄罗斯议定阿尔泰山边界。光绪十四年（1888年）升泰取代文硕为驻藏办事大臣。当时英国军队因為錫金、西藏邊界糾紛而與藏軍战于隆吐山，藏军失利，退帕里力拒。升泰奉清廷谕令抑制藏军，与英国议和，至前线令藏军后撤，遣散民兵，亲与英方会议，处理中印边界交涉事。他於光绪十六年至十八年（1890-1892年）間任駐藏全权大臣，奉派为全权大臣至印度与英国驻印度总督蘭斯敦议定《中英藏印條約》：清朝承认哲孟雄（現稱錫金）归英国保护，划定边界，放弃热纳宗及隆吐山要隘、畀岗巴宗属地予英。被西藏僧俗官民反对。光绪十八年，升泰再赴帕里与英官续商亚东开埠通商等事宜，於当地去世。升泰有奏牍二卷。著有《印藏边务实录》。其弟有泰於1902-1906年間也擔任過駐藏大臣。

## 延伸閱讀
[在维基数据编辑]
 《清史稿·卷453》，出自趙爾巽《清史稿》